# Wyspa Bolko

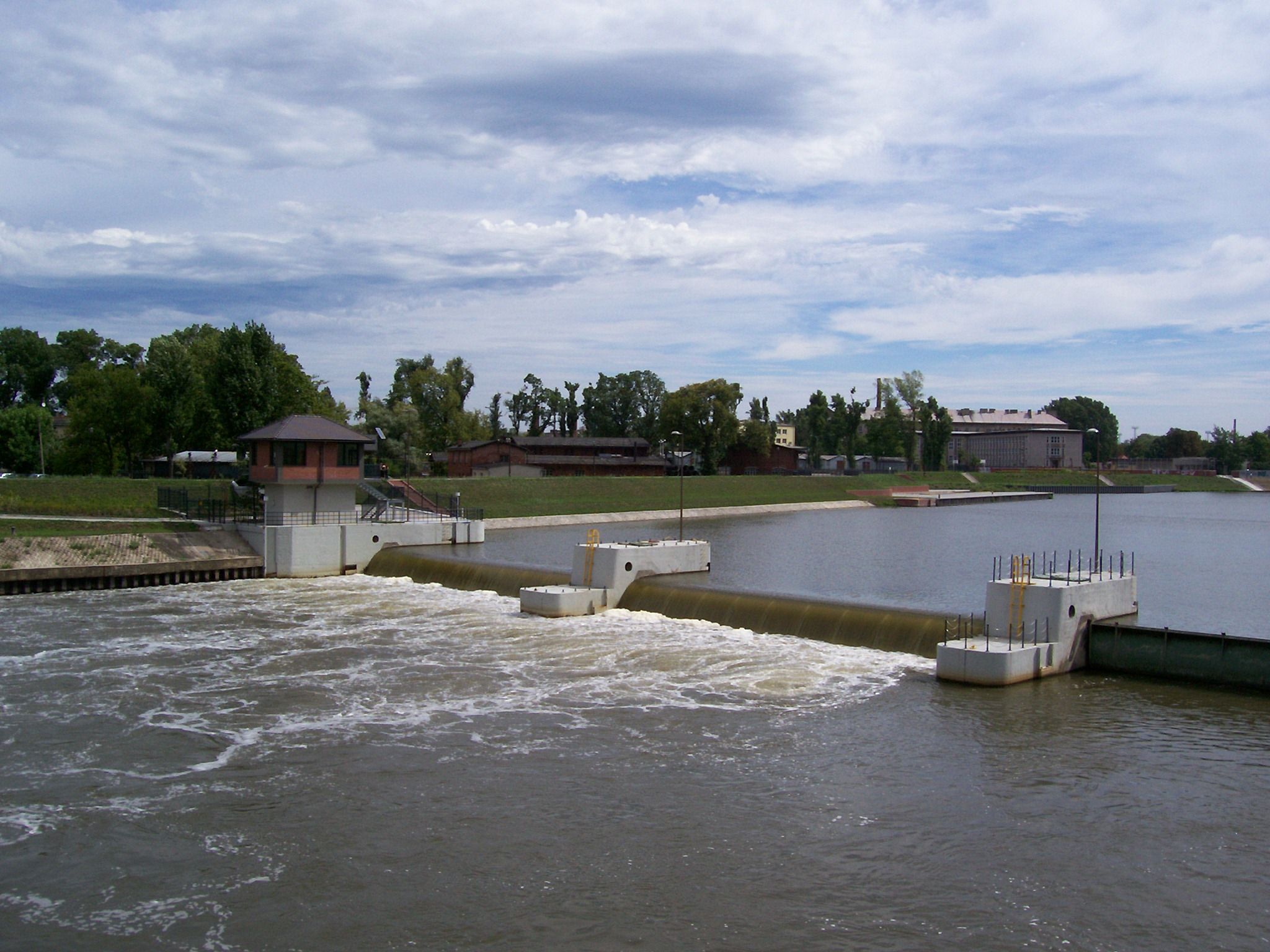
Jaz na Odrze, przy Wyspie

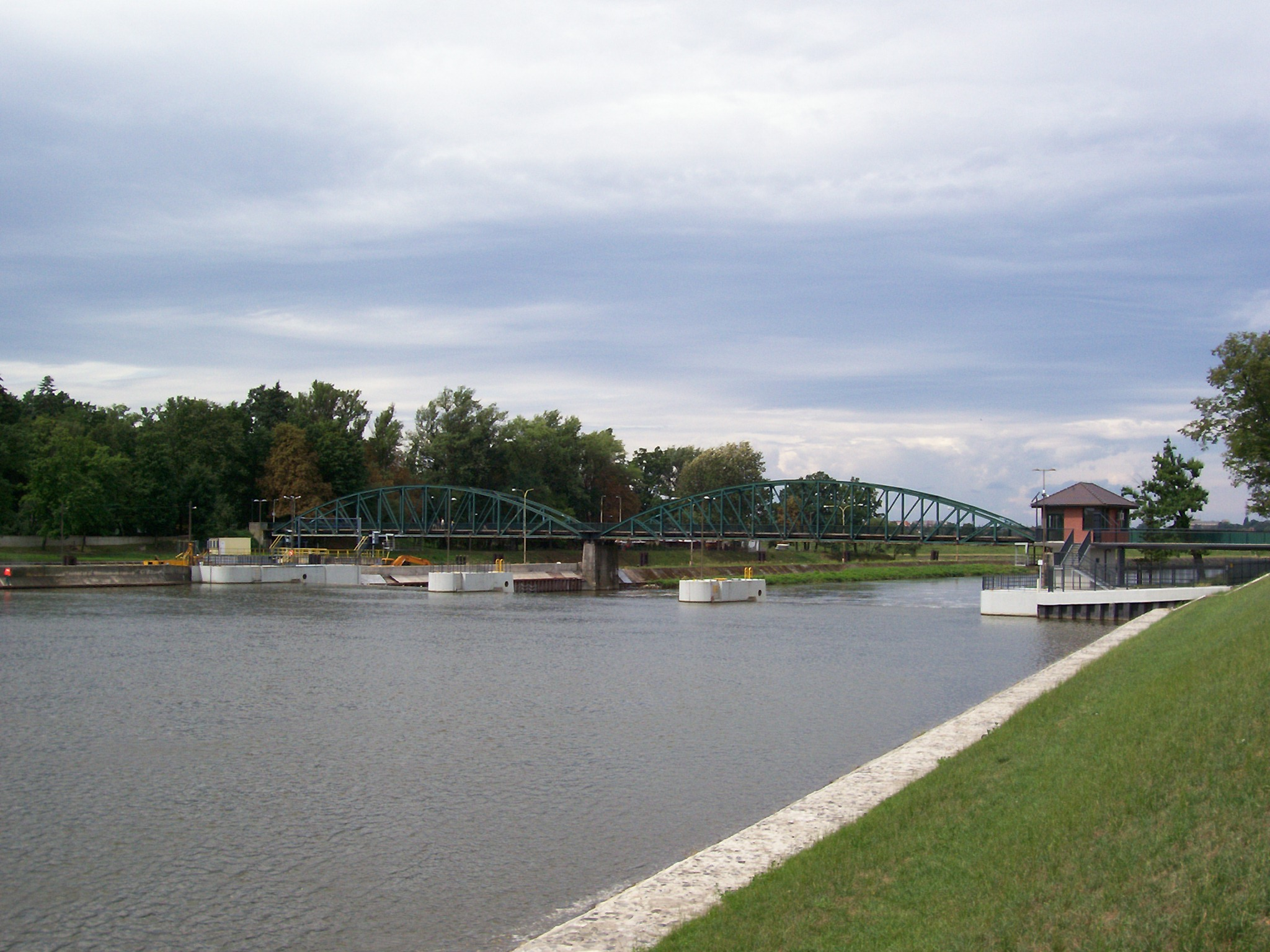
Most pieszo-rowerowy nad Odrą

Bolko (niem. Bolko-Insel) – wyspa na Odrze, od 1954 roku w granicach Opola.

## Historia
Wzmiankowana już w 1213 roku jako Kampe, czyli „kępa”. Od XIV wieku nazywana „Bolko”, na cześć piastowskiego księcia, za zgodą władz kościelnych. W języku niemieckim aż do 1945 roku obowiązywała nazwa „Bolko-Insel” oraz „Las Minorytów” (1811). Od 1945 do 2004 roku urzędową nazwą była „Bolkowa Kępa”, zapomniana jednak na rzecz „Wyspy Bolko”, którą to została nazwana oficjalnie po miejskim głosowaniu w 2004 roku. Na Wyspie, aż do początków XX wieku znajdowało się kilka pól uprawnych oraz gęsty las. 27 października 1910 roku radni Opola zdecydowali się utworzyć tam park miejski, wykarczowano więc w większości las, pozostawiono najokazalsze dęby (m.in. Dąb Piastowski o obwodzie 410 cm i wieku 400 lat), buki i graby. Posadzono wiele nowych krzewów i drzew, wytyczono aleje i tarasy widokowe. W latach 30. XX wieku utworzono zoo.

## Teraźniejszość
Obecnie na Bolko znajduje się Ogród Zoologiczny oraz wiele ścieżek pieszo-rowerowych, kilka stawów oraz kanałów. Znajduje się tam także tzw. „Polana” – miejsce spotkań opolskiej młodzieży. Wyspa jest ograniczona od północy i wschodu Odrą, od zachodu Kanałem Ulgi dla Odry i od północnego zachodu pozostałością Kanału Wińskiego. Można się na nią dostać pieszym mostem na Odrze (z Wyspy Pasieki), mostem na Kanale Ulgi (od strony Wójtowej Wsi) lub ulicą Parkową biegnącą wzdłuż wałów przy Kanale. Wyspa formalnie jest częścią Nowej Wsi Królewskiej (co odzwierciedla przedwojenna nazwa dzielnicy), natomiast jej południowy kraniec znajduje się poza granicami administracyjnymi Opola – jest to skutek ukończenia budowy Kanału Ulgi, który ma nieco inny bieg, niż wcześniej tamtędy płynący Kanał Wiński (wyznaczał granicę miasta).